# 土曜ワラッター!
『土曜ワラッター!』 （どようワラッター!）は、2006年10月7日から2016年3月26日まで青森放送（RABラジオ）で放送されていたラジオ番組。

## 概要
2006年10月7日に放送開始。かつて放送されていた「金曜ワラッター!」（橋本時代）の1995年3月以来、11年半ぶりの復活版である。
放送時間は2007年10月から、18:05 - 23:30。金曜時代は25:00まで放送していたものの、ニッポン放送製作の「オールナイトニッポンサタデースペシャル」をネットしている関係上、日付は跨がないが、同年10月の改編で放送時間が5時間25分になり、ナイターオフ時の金曜ワラッターとほぼ同じ放送時間となった。なお、2012年9月で昼間に放送されていた長時間番組の「サタデー夢ラジオ」が終了した為、RABラジオのワイド番組では、最長時間の番組となった。
かつてのワラッター同様、親近感を出すためリスナーには敬称をつけない（一部例外あり）。
2015年12月26日放送分にて、2016年3月26日での番組終了を発表。9年半の歴史に幕を下ろし、「土曜はDON」（20:00 - 22:00に縮小）に引き継がれた。

## 放送時間
全て毎週土曜の放送。
ナイターイン・オフ共通
- 2010年4月 - 放送終了 / 18:05 - 23:30

プロ野球ナイターオフ期間中（10月 - 翌年3月）
- 2006 - 2007年 / 19:00 - 23:30
- 2007 - 2008年・2009年 - 2010年 / 18:05 - 23:30

プロ野球ナイター（RABゴールデンナイター）放送期間中（4月 - 9月、2007年 - 2009年）
- 21:00 - 23:30（ただし、21:00 - 21:30の間はナイター中継の放送を優先させるため、中継延長時は終了次第放送。試合が21:26まで終了しない場合は中継を打ち切って放送を開始）
  - なお、｢RABゴールデンナイター｣が定時（21:00）で終了する場合は、20:59.30からステーションブレイクが存在するが、この枠では当番組の予告を放送している為、実質ステブレ無しで接続していた。
  - 2010年度から「RABゴールデンナイター」で土曜日のキー局を担当するTBSラジオ（JRN）が聴取率低下や週末のデーゲーム増加の影響を受け、土日のナイターを原則中継しないとしたことから、同年4月以降もこれまでのナイターオフと同様の時間で放送することになった。
  - なお、プロ野球球団を持つ地域の放送局以外で、2009年まで土曜日のJRNナイターを放送していた大半の放送局は、2010年のシーズンから「文化放送ホームランナイター」（文化放送発NRNナイターへのネットチェンジ）か、TBSラジオ発の定時番組の何れかをネット（一部の放送局を除く）するという流れになったが、RABラジオではどちらもネットせず、当番組を引き続き放送している。

## 出演者

### レギュラー
- 橋本康成
  - 金曜ワラッター!初代パーソナリティーで、プロデューサーも兼任。レギュラー番組を担うのは深夜テレビ番組「Harvest」の終了以来8年ぶり。
- 野坂真理（カラ・マーリー）
  - 番組開始 - 2008年1月12日は「一升炊き」名義で出演。リスナーによる新芸名投票により、翌週放送分から現在の芸名となる。「ワラッター」シリーズおよび「どんだんず」への参加は、当番組が初。

上記2人は1980年代末期に放送していたテレビの深夜ローカル番組「木曜なんだわけ天国」以来の共演。この2人に加え、以下のメンバーがパーソナリティとして加わる（ただし、出演は不定期）。

### 準レギュラー
- 水戸華之介（元アンジー）
  - 「金曜ワラッター!」時代からの出演。
- 今泉泰幸（スキップカウズ）
  - 通称：イマヤス。演歌歌手「ナッツ玉光」としても活動をしている。2008年、リスナーの協力により出来たシングルCD「男どアホウ松竹梅」を青森限定で発売（現在はカラオケで歌えるようになっている）。第二弾シングル「あやまっちゃえよ」も完成しているが番組内で稀にオンエアされるだけで、CD化の予定はない。また、自らの意思と無関係に別の芸名[2]を付けられるなど、橋本から度々弄られている。2014年の時点では「イマコップ」、2015年の時点では「半魚人」となっており、番組HP上でも本名では紹介されていなかった。しかし、同年11月半ばからはきちんとした名前で表示されるようになった。顔写真は5月に撮影した半魚人姿のままなのだが、これは本人の希望によるものである。
- 上中丈弥（THEイナズマ戦隊）
  - 2009年10月からレギュラーとして加わることが決まったものの、なかなか青森まで来ることが出来ず、番組初登場が約2ヶ月遅れの11月28日放送分となった。
- SO-TA
  - 2012年10月13日放送分から出演。仙台を拠点とする音楽事務所ノーダウトトラックス所属のソロアーティスト。ソロアーティストのレギュラー参加は今泉以後のメンバーでは初。
- 近江陽一郎（D-BOYS）
  - 2015年4月25日放送分から出演。

#### 過去のレギュラー
- 小西透太（サクラメリーメン）
  - 2008年4月から出演していたが、2015年5月をもって番組を卒業。

### 不定期レポーター
- けんずろう（野坂の夫、番組開始当初は「一斗缶」を名乗っていた。現在は野坂の芸名にあわせ「ソト・マーリー」で出演している。）
- 成田洋明
- 桒子英里（肉雄ワールドカップ2010公式チアリーダー。なお当番組内では何故か「くわ・えりこ」と呼ばれている）

## スタッフ
- プロデューサー - 橋本康成
- ディレクター - 葛西保（番組では「肉雄」の名で活躍）、皆川歩
- アシスタントスタッフ - 木村治由（元マニ★ラバ）他

## 番組内容
生放送につき進行は流動的であるが、ゲストの都合や、ワラッター7の企画遅延等により時間が押したり短縮する事がある。
又、以下は2015年4月現在の流れである。
18:05：オープニング
- 出演者もしくは準レギュラーによる前説の後、「LIVE FROM RAB[3]、土曜ワラッター!」のタイトルコールで番組開始。

18:10 - 18:30頃：Music goes on
- 番組セレクトの楽曲（新旧問わず）もしくは準レギュラーの新譜を紹介。
- 又、合間を縫ってリスナーからのメッセージが読まれることもある。

18:30 - 18:50頃：映画大王
- 青森市の映画館「シネマディクト」の社長・谷田恵一を迎えて、今週上映される映画についてトークする。橋本・谷田両人の好みなのかマイナー系やB級の作品が紹介されることが多い。

18:50 - 18:55頃：映画音楽BEST1億
- 橋本が選曲した映画音楽が紹介される。

19:00：ワラッター7
- 企画コーナー。ワラッター9と同じく内容は毎週変わる。この時間にはスポンサーはついておらず、CMも一切入らない。

20:00 - 20:25頃：鈴木勝大「どうするの?かっちゃん!」
- 俳優の鈴木勝大を迎え、2013年11月から始まったトークコーナー。収録は橋本と共に東京で行われ、一ヶ月分を事前に収録したものを放送するスタイルを取っている。

20:40頃：Hey!らっしゃい!ネタ三昧
- 2011年10月より開始した投稿コーナー。大喜利よろしく月替わりでお題を提示し、それにあったネタの投稿を募る。2012年からはリスナーの電話参加企画（しりとり対決、ダジャレ合戦など）も行われるようになった。

21:00：ワラッター9
- 企画コーナー。内容は毎週変わる。ゲストを迎えてのトークなどもこの時間帯で放送される。以前は単発の「胸キュン!マジメール」などの企画もあった。ローソンの一社提供で生CMもある。

22:00：アイモコのおきなわ～!
- アイモコの二人が沖縄より電話出演。「モコ婆の人生相談」のコーナーなど。

22:30：どんだんずパラダイス
- パート1「びっくり★DONDON」
  - 事前に出したお題にあったメッセージを紹介。尚寄せられたメッセージは、番組中紹介する。
- パート2「今週のどんだんず」（詳細は当コーナーの頁を参照）。
  - 金曜ワラッター時代のスポンサーだった日清食品もスポンサーとして復帰。冒頭で出演者が試食をする生CMがある。ちなみに、当コーナーの優秀賞の商品は、「カップラーメン6食分」である。[5]

23:23頃：エンディング
- リスナーからの当日放送の総括が読まれた後、次回放送分のゲスト、テーマ紹介などが行われる。

## 過去のコーナー
歌え!シンプルハメロメロメロ
- 番組が提示した短いメロディーの歌詞をリスナーから募集し、橋本が歌唱する投稿コーナー（出演時に限るが、小西など準レギュラーやゲストが歌唱することもある）[6]。メロディーは「シンプルメジャー」（メジャー調）、「シンプルマイナー」（マイナー調）の2種類が提示され、月単位で変わる[7]。2008年10月の開始当初はナイターオフ時は「どんだんずパラダイス」後の23:00過ぎに、ナイターシーズン中は「どんだんずパラダイス」のパート1で放送していた[8]が、2010年4月 - 2011年9月の終了までは20:40頃からの放送に移行した。

肉雄のコーナー
- 番組ディレクター・肉雄（本名：葛西保）[9]がメインのミニコーナー。エンディングのあたりで放送されており、肉雄が準レギュラーを弄り倒していた。タイトルが一定していないため、本稿では便宜上、上記のタイトルとする。また、当コーナー休止時はこの時間帯がエンディングとなる。

## 番組コラボレーション商品
2010年よりローソンとのコラボレーションによる商品が、青森県内の同店舗にて販売されている。「今週のどんだんず」傑作選CDと同様、数量限定。
- 「ぱんだんず」（2010年1月 - 2月）
コラボレーション商品第1弾。「赤ちゃんのお尻」を模した形状の白い菓子パンで、左右別にツナポテトとクリームチーズが練り込まれていた。余談だが、同時期にめんこいテレビ（mit）の番組「あなろぐ」（2011年3月終了）からも、番組プロデュースによる菓子パンが同じくローソン限定で発売されていたため、同局の視聴・営業エリアである三八地区のローソンではmitとRAB両局の商品が並ぶこととなった。
- 「どんだバー」（2011年2月下旬 - 3月中旬、4月下旬・8月下旬）
コラボレーション商品第2弾。ローソンで販売されている「なんこつ入りつくね棒」の番組アレンジ版で、中にエビが入っているのが特徴。好評につき2度にわたって再発売された（2度目からは青森県内はもとより、東北全域での発売）。
- 「いかタンタン」（2011年12月 - ）
コラボレーション商品第3弾。坦々麺風味のペーストと、陸奥湾で獲れた青森県産のイカを練り込んだ中華まん。

## ニュース速報・天気情報への対応
- 2009年3月までのナイターオフ期間中は「東奥日報ニュース」が内包で放送されていたが、ラジオにおける夜のニュース枠廃止により放送が無くなった。ただし、番組放送中にニュース速報が入った場合はその都度対応しており、これらの情報はアナウンサー経験のある橋本が担当している[10]。また、気象に関する情報は野坂が随時伝えていた。